# Michał Jagosz
Michał Jagosz (Łodygowice, 18 febbraio 1941) è un presbitero, protonotario apostolico, archivista, storico polacco.

## Biografia
Ordinato sacerdote a Cracovia il 21 giugno 1964 dall'arcivescovo Karol Wojtyła, Michał Jagosz ha svolto attività pastorale nelle parrocchie di Wadowice e Cracovia dal 1964 al 1983, è stato direttore dell'Archivio del Capitolo di Cracovia e della Curia metropolitana dal 1976 al 1983.
Dal 1983 vive a Roma, dove è stato direttore del Centro di Documentazione di Giovanni Paolo II dal 1983 al 2000, amministratore della Casa e della Fondazione di Giovanni Paolo II dal 1985 al 1996, canonico della Basilica di Santa Maria Maggiore (1990) della quale ha creato il museo, postulatore di due cause di canonizzazione (della regina Edvige d'Angiò e dell'arcivescovo Zygmunt Szczęsny Feliński) e di numerose cause di beatificazione. Capo della Commissione storica della causa di beatificazione di Giovanni Paolo II. 
Nel 1985 si è diplomato presso la Scuola di archivistica e paleografia della Biblioteca Apostolica Vaticana. Ha conseguito il titolo di dottore presso la Pontificia Accademia Teologica di Cracovia nel 1997.
Dal 2006 è prefetto dell'Archivio e della Biblioteca del Capitolo Liberiano. Ha ricoperto incarichi amministrativi presso varie istituzioni religiose polacche a Roma; è autore di numerosi lavori sulla storia della Chiesa e tematiche religiose; ha curato l'edizione di fonti archivistiche.

## Opere
- St. Jadwiga Angevin, Queen, Patroness of Learning, Culture, and Works of Charity, in: Studi in onore di Jan Władysław Woś per il suo 60º compleanno, a cura di P. Bellini, Trento, Centro Studi sulla Storia dell'Europa orientale, 1999, pp. 59–89.
- Ks. Kardynał Karol Wojtyła, W służbie Polonii i Kościołowi Powszechnemu, zebrał i opracował ks. M. Jagosz. Rzym - Kraków 1999, pp. 564.
- Beatyfikacja  i kanonizacja Św. Jadwigi Królowej. Studia do dziejów Wydziału Teologicznego Uniwersytetu Jagiellońskiego, (Wydawnictwo Naukowe Papieskiej Akademii Teologicznej, 15), Kraków 2003, pp. 409.
- Kult Matki Bożej Jasnogórskiej poza Polską, in: Matka Odkupiciela, red. K. Wieliczko OSPPE, Lublin, Wydawnictwo Gaudium, 2006, pp. 179–227.
- Avvenimenti della storia polacca nelle epigrafi e nelle Memorie della Basilica di Santa Maria Maggiore a Roma in: Un intellettuale Polacco sulle strade d'Europa. Studi in onore di Jan Władysław Woś in occasione del suo 70º compleanno, a cura di A. Biagini, F. Dante, Roma, Edizioni Nuova Cultura 2010, pp. 123 –145.
- Clero Liberiano a servizio della Salus Populi Romani 1800-2010, (Studia Liberiana, vol. 2), Roma 2011, pp. 511.

| Controllo di autorità | VIAF (EN) 102011849 · ISNI (EN) 0000 0000 7188 3614 · LCCN (EN) n93053014 · GND (DE) 156571153 |